# ウィーン南駅

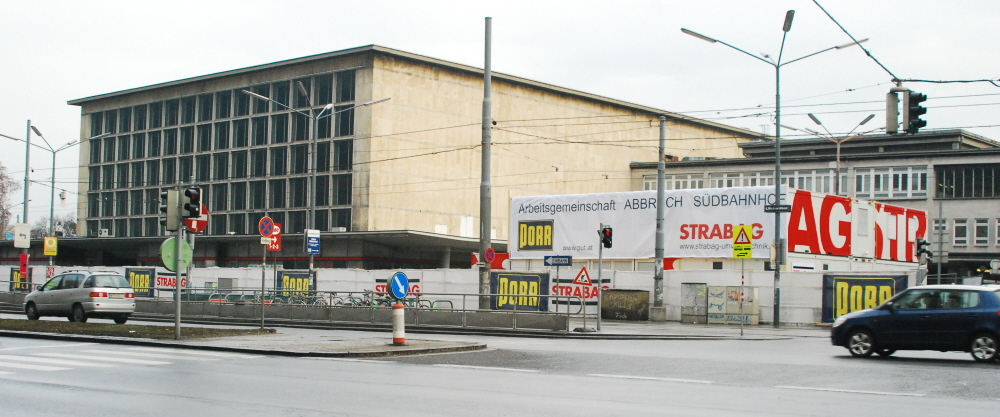
駅舎

ウィーン南駅(ドイツ語: Wien Südbahnhof)は、かつてオーストリアの首都ウィーンにあった駅。1841年に開業した当駅は2009年までは、市内で最も規模の大きい鉄道駅であった。2009年12月に廃止され、ウィーン南駅があった場所にウィーン中央駅を建設するために2010年に取り壊された。

## 概要
かつては、オーストリア南部のグラーツやクラーゲンフルトへ向かう列車、イタリア方面への国際列車や、ハンガリーなど東へ向かう列車が発着していた。2009年に、後述するウィーン中央駅の建設に伴って旧南駅舎は解体され、グラーツ・イタリア方面の列車の発着はウィーン・マイドリンク駅に移管された。その後、地下のS-Bahn・近郊列車の駅および、東部方面の列車のみを運行する仮駅のみでの運用となっていたが、2012年末にウィーン中央駅が開業し、東部方面の列車がそちらに移管された。地下のS-Bahn・近郊列車の駅はQuartier Belvedere駅に改称し、現在も営業を続けている。
かつて中長距離列車が発着する地上には、1～9番線の部分と11～18番線の部分に分かれた頭端式ホームがあった。地下には、南部方面・北部方面への近距離のSバーン・近郊列車のホームが設けられている。
2012年末には、ウィーン南駅と隣接しているWien Südtiroler Platz駅を統合したウィーン中央駅が開業した。この中央駅は、現在の頭端式の設計ではなく通過式となる。現在、ウィーン西駅（リンツ、ザルツブルク等オーストリア西部方面と、ドイツ、スイスへの国際列車）とウィーン南駅、ウィーン・マイドリンク駅、ウィーン・フランツ・ヨーゼフ駅に分散しているターミナル機能が統合される見込みである。